# George Nicholls Jr.
George Nicholls Jr., accreditato a volte come George Nichols Jr. (San Francisco, 5 maggio 1897 – Los Angeles, 13 novembre 1939), è stato un montatore e regista statunitense.
Figlio del prolifico attore e regista George Nichols, entrò nell'industria cinematografica alla fine dell'era del cinema muto, lavorando come montatore per la Paramount Famous Lasky Corporation. Dopo essere passato alla RKO Pictures nel 1933, Nicholls iniziò presto a dirigere film. La sua carriera fu interrotta quando morì in un incidente d'auto mentre guidava verso il set di un film.

## Biografia e carriera
Nato come George Alberti Nichols il 5 maggio 1897 a San Francisco, suo padre era l'attore e regista americano George Nichols e sua madre era l'attrice Viola Alberti. Mentre suo padre lavorava ai Biograph Studios, Nicholls fece il suo debutto cinematografico, recitando in cortometraggi negli anni '10. Nel 1912, da attore bambino ebbe il ruolo principale nella commedia breve Pa's Medicine alla Thanhouser Film Corporation, un film diretto da suo padre.
Tornò nell'industria cinematografica dietro la macchina da presa nel 1928, come montatore del film della Paramount Wife Savers, diretto da Ralph Ceder, e interpretato da Wallace Beery, Raymond Hatton e ZaSu Pitts. Per i successivi cinque anni lavorò principalmente alla Paramount come montatore. Mentre era alla Paramount, usava il nome George Nichols Jr. Quando si trasferì alla RKO nel 1933, iniziò a usare l'ortografia originale del suo cognome e divenne noto come George Nicholls Jr. Il suo primo film nel suo nuovo studio fu Figli di lusso, diretto da John Cromwell. Entro l'anno fu scelto per essere un regista associato di Thornton Freeland in Carioca, il primo film in cui collaborò Fred Astaire con Ginger Rogers. L'anno successivo avrebbe debuttato alla regia, co-dirigendo Educande d'America con Wanda Tuchock (che stava anche dirigendo il suo primo film).
Per il resto del decennio, lavorò come regista presso la RKO, anche se occasionalmente fu prestato ad altri studios come Republic e 20th-Century. Diresse diversi film importanti, tra cui: La figlia di nessuno (1934), con Anne Shirley (che ha preso il suo nome d'arte da questo momento in poi dal personaggio che ha interpretato in questo film - Anna dai capelli rossi) e Tom Brown; The Return of Peter Grimm del 1935, con Lionel Barrymore, Helen Mack, Edward Ellis e Donald Meek; il remake sonoro del 1936 dell'omonimo film muto del 1918, M'liss, con Anne Shirley ancora una volta, questa volta con John Beal; e il western del 1939, La strage di Alamo, con Richard Dix. Nicholls diresse anche alcune scene del film di John Ford, L'aratro e le stelle nel 1937.
Nel 1939 stava lavorando al film d'azione The Marines Fly High. Il 13 novembre, mentre guidava verso il luogo delle riprese del film a Lake Sherwood, la sua auto uscì di strada su Coldwater Canyon Drive, uccidendolo all'istante. Sua cognata, che era in viaggio con lui, riportò ferite non gravi. Dopo un funerale a Hollywood, il suo corpo è stato cremato.

## Filmografia parziale

### Regista
- La figlia di nessuno (Anne of Green Gables) (1934)
- The Return of Peter Grimm (1935)
- M'Liss (1936)
- L'aratro e le stelle (The Plough and the Stars), regia di John Ford (1937)
- La strage di Alamo (Man of Conquest) (1939)

### Attore
- The Making of Crooks, regia di William Robert Daly - cortometraggio (1915)